# Schistochilaster
Schistochilaster là một chi rêu trong họ Schistochilaceae.